# Joseph Hooton Taylor, Jr.

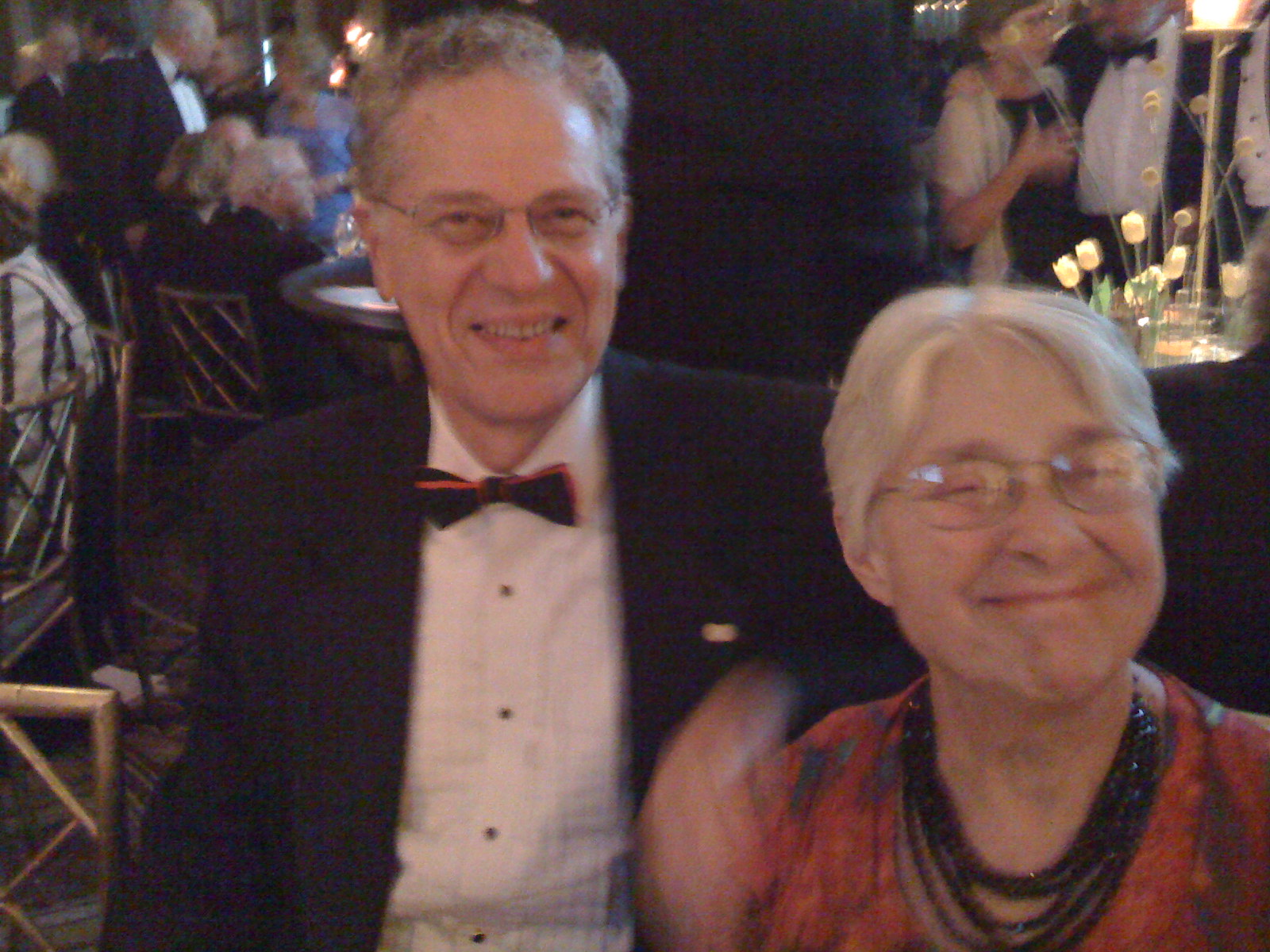
Joseph Hooton Taylor, Jr. mit seiner Frau Marietta Taylor

Joseph Hooton Taylor, Jr. (* 29. März 1941 in Philadelphia) ist ein US-amerikanischer Astrophysiker und Amateurfunk-Pionier. Er lehrt an der Princeton University.
Taylor wurde 1993 zusammen mit Russell Hulse der Nobelpreis für Physik für die Entdeckung des Pulsars PSR J1915+1606 in einem Doppelsternsystem verliehen. Durch diesen Pulsar konnten erstmals der Energieverlust durch Gravitationswellen vermessen und die entsprechenden Voraussagen der Allgemeinen Relativitätstheorie bestätigt werden.
Joe Taylor ist aktiver Funkamateur mit dem Amateurfunkrufzeichen K1JT und beschäftigt sich in seiner Freizeit mit Funkverbindungen unter Nutzung des Mondes (EME) sowie Meteoren (Meteorscatter) als Reflektor für die Funkwellen. Hierzu entwickelte er das Verfahren WSJT, das es ermöglicht, extrem schwache, akustisch im Rauschen nicht mehr wahrnehmbare Signale mit Hilfe eines PCs mit Soundkarte zu dekodieren. Ebenso entwickelte er das Übertragungsverfahren WSPR und die gleichnamige Software, womit ein internationales Baken-Netz operiert, das erstmals einen Rückkanal über das Internet besitzt und somit dynamische Auswertungsmöglichkeiten über Funkwetter ermöglicht. Im Jahr 2017 schlug er FT8 vor, eine spezielle Modulationsart, die sich aufgrund ihrer Effizienz schnell zunehmender Beliebtheit erfreute.

## Ehrungen, Preise und Mitgliedschaften (Auswahl)
- 1980: Dannie-Heineman-Preis für Astrophysik
- 1981: MacArthur Fellowship
- 1981: Mitglied der National Academy of Sciences
- 1982: American Academy of Arts and Sciences
- 1985: Henry Draper Medal
- 1985: Fellow der American Physical Society
- 1987: Tomalla-Preis
- 1990: Magellanic Premium[3]
- 1991: Albert-Einstein-Medaille
- 1991: John J. Carty Award for the Advancement of Science in Physik
- 1992: Wolf-Preis in Physik
- 1992: Mitglied der American Philosophical Society
- 1993: Nobelpreis für Physik
- 1997: Karl-Schwarzschild-Medaille der Astronomischen Gesellschaft
- 2006: Namensgeber für den Asteroiden (81859) Joetaylor[4]
- 2019: Horkheimer-Preis des Deutschen Amateur Radio Clubs[5]